# Aphex Twin
Richard David James, född 18 augusti 1971 i Limerick, är en brittisk musiker känd under sina pseudonymer Aphex Twin, Polygon Window, Caustic Window, The Tuss, Bradley Strider, GAK, Power-Pill och AFX. Han brukar räknas som en av förgrundsfigurerna inom modern elektronisk musik, techno, acid, drum and bass, IDM och ambient. 1991 grundade han skivbolaget Rephlex Records tillsammans med sin vän Grant Wilson-Claridge.
Aphex Twin har gjort sig känd för tämligen surrealistiska och egendomliga musikvideor, bland annat Come to Daddy (1997) och Windowlicker (1999) som är skapade av regissören Chris Cunningham. Han har för närvarande[när?] kontrakt med skivbolaget Warp Records.
Han ger sällan intervjuer och håller sig gärna utanför rampljuset privat, han har 2 söner sedan ett tidigare förhållande och bor numera i Skottland.

## Diskografi under namnet Aphex Twin

### Album
- 1992 – Selected Ambient Works 85–92
- 1994 – Selected Ambient Works Volume II
- 1995 – I Care Because You Do
- 1996 – Richard D. James Album
- 2001 – Drukqs
- 2014 – Syro

### Singlar och EP
- Digeridoo (1992)
- Xylem Tube EP (1992)
- On/On Remixes (1993)
- Ventolin/Ventolin Remixes EP (1995)
- Donkey Rhubarb (1995)
- Girl/Boy EP (1996)
- Come to Daddy EP (1997)
- Windowlicker (1999)
- Analord 10 (del av Analord-serien) (2005)
- Computer Controlled Acoustic Instruments pt2 (2015)
- MARCHROMT30a Edit 2b 96 (2015)
- Cheetah EP (2016)

### Promos och samlingsalbum
- Words & Music (1994) (Intervju och låtar från Selected Ambient Works Volume II)
- Classics (1995) (Samling av tidiga singlar, sällsynta låtar och låtar från konserter)
- 51/13 Singles Collection (1996) (Släpptes enbart i Australien och Japan)
- Cock 10/54 Cymru beats (Promo för Drukqs)
- 26 Mixes for Cash (2003) (Samling av material som han remixat åt andra artister, plus fyra original-låtar)
- 2 Mixes on a 12" for Cash (2003) (Promo för 26 Mixes)
- Falling Free, Curve Remix (2005) (Promo för 26 Mixes LP)

### Köpvideor
- Come to Viddy (1997)

## Diskografi under namnet AFX

### Album
- Analogue Bubblebath Vol I (1991)
- Analogue Bubblebath Vol 2 (1991)
- Analogue Bubblebath Vol. 3 (1993)
- Analogue Bubblebath Vol. 4 (1994)
- Analogue Bubblebath 5 (1995)
- Hangable Auto Bulb EP (1995)
- Hangable Auto Bulb EP.2 (1995)
- Analogue Bubblebath Vol 3.1 (1997)
- 2 Remixes By AFX (2001)
- Smojphace EP (2003)

- Analord 01 (2005)
- Analord 02 (2005)
- Analord 03 (2005)
- Analord 04 (2005)
- Analord 05 (2005)
- Analord 06 (2005)
- Analord 07 (2005)
- Analord 08 (2005)
- Analord 09 (2005)
- Analord 11 (2005)
- Chosen Lords (2006)
- Orphaned Deejay Selek 2006-08 (2015)

## Externa länkar

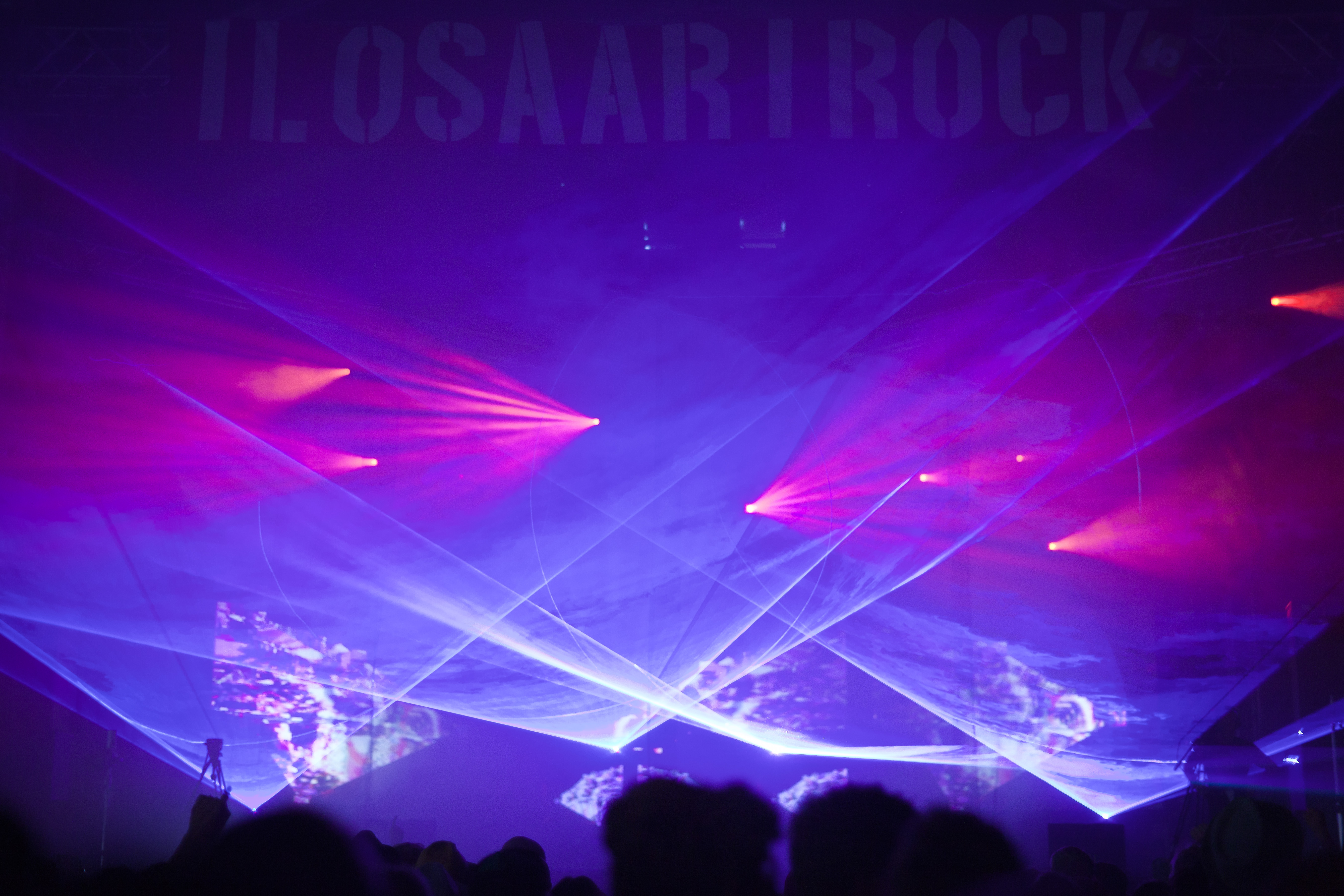
Ilosaarirock Festival 2011